# 科特瑟姆
科特瑟姆（荷蘭語：Kortessem，荷蘭語發音：[ˈkɔrtəsɛm]）是比利时弗拉芒大區林堡省通厄倫區的一个市镇，通行荷蘭語，是弗拉芒社群的一部分，面积33.90平方千米，人口8,446人（2018年1月1日）。